# Belencita nemorosa
Belencita nemorosa är en kaprisväxtart som först beskrevs av Nikolaus Joseph von Jacquin, och fick sitt nu gällande namn av Armando Dugand. Belencita nemorosa ingår i släktet Belencita och familjen kaprisväxter. Inga underarter finns listade i Catalogue of Life.